# Jur Vrieling
Jur Vrieling (Slochteren, 31 luglio 1969) è un cavaliere olandese.

## Palmarès

### Olimpiadi
- 1 medaglia:
  - 1 argento (Londra 2012 nel salto a squadre)

### Mondiali
- 1 medaglia:
  - 1 oro (Normandia 2014 nel salto a squadre)

### Europei
- 1 medaglia:
  - 1 oro (Aachen 2015 nel salto a squadre)